# Westgate (Florida)
Westgate es un lugar designado por el censo ubicado en el Palm Beach en el estado estadounidense de Florida. En el Censo de 2010 tenía una población de 7.975 habitantes y una densidad poblacional de 2.033,79 personas por km².

## Geografía
Westgate se encuentra ubicado en las coordenadas 26°41′58″N 80°5′56″O / 26.69944, -80.09889. Según la Oficina del Censo de los Estados Unidos, Westgate tiene una superficie total de 3.92 km², de la cual 3.92 km² corresponden a tierra firme y (0%) 0 km² es agua.

## Demografía
Según el censo de 2010, había 7.975 personas residiendo en Westgate. La densidad de población era de 2.033,79 hab./km². De los 7.975 habitantes, Westgate estaba compuesto por el 41.15% blancos, el 37.14% eran afroamericanos, el 0.88% eran amerindios, el 1.73% eran asiáticos, el 0.16% eran isleños del Pacífico, el 13.57% eran de otras razas y el 5.37% pertenecían a dos o más razas. Del total de la población el 41.64% eran hispanos o latinos de cualquier raza.